# キュレーネー
キュレーネー（古希: Κυλλήνη, Kyllēnē）は、ギリシア神話に登場する地名あるいはニュンペーである。長音を省略してキュレネとも表記される。ニュムペーのキュレーネーはゼウスの娘とされることから、木星の衛星のひとつに名付けられている。アポローンの恋人でアリスタイオスの母親のキューレーネー（Kyrene）とは別人。
アルカディア地方のキュレーネー山は、オーケアノスの娘プレーイオネーがアトラースとの間に7人の娘プレイアデスを生んだ場所である。後にプレイアデスの一人マイアとゼウスの間にヘルメースが生まれるが、ヘルメース誕生の地もキュレーネー山の洞窟とされる。ソポクレースにおいては、このときニュムペーのキュレーネーがヘルメースの乳母として登場する。
このほか、テーバイの予言者として知られるテイレシアースが交尾中の蛇を見て性転換したのもキュレーネー山中である。
ニュムペーのキュレーネーはペラスゴスの妻となり、リュカーオーンを生んだ。異説では、ペラスゴスの妻はオーケアノスの娘メリボイアとされる。リュカーオーンは高慢不敬な人間で、ゼウスの怒りを買ってデウカリオーンの洪水の原因となった。

## 参考図書
- アポロドーロス『ギリシア神話』（高津春繁訳、岩波文庫）
- カール・ケレーニイ『ギリシアの神話』（「神々の時代」・「英雄の時代」、高橋英夫訳、中央公論社）
- ロバート・グレーヴス『ギリシア神話』（上・下、高杉一郎訳、紀伊國屋書店）